# قصر خزام (الأحساء)
قصر خزام أحد قصور منطقة الأحساء شرقي السعودية. بني هذا القصر في المدخل الجنوبي الغربي للهفوف بحي النعاثل عام 1207 هـ - 1210 هـ في عصر الإمام سعود بن عبد العزيز الكبير. وتُعدّ فكرة بناؤه في ذلك الموقع كحماية عسكرية من مخيمات البادية التي تستقر في ذلك الموقع في مواسم محددة من كل عام، إذ يحضر البدو الرحل إلى الأحساء لشراء مستلزماتهم. يُعتبر أصغر من قصر إبراهيم في الكوت إذ تقدر أطوال أسواره بـ 70 متر في 80 متر.

## التسمية
تعود تسمية قصر خزام إلى كلمة خزام في اللغة العربية والتي تعني الزمام الذي يقاد به البعير ويُربط في أنفه، ولعل لمكان وجود هذا القصر وسيطرته على أكثر جهات الأحساء صراعا دور كبير في تسميته بهذا الاسم.

## الموقع
يقع قصر خزام في شرق حي الرقيقة (المزروعية حاليا) الواقع غرب مدينة الهفوف، وهي مقر لسكان البدو الذين يقصدون الأحساء في مواسم الصيف لمدة شهرين لمقايضة السلع المتوفرة بالأحساء مثل التمور والسكر وبعض المنسوجات والبنادق والذخيرة وغيرها بالسلع التي جلبوها من الصحراء مثل الماشية والسمن والصوف وغيره ولأن قدومهم يشكل تهديدا لمزراع التمور خاصة في هذا الموسم من السنة فقد أُنشئ هذا القصر على الطريق الرئيسي الذي يعد المدخل الغربي للأحساء من قبل السلطة التي كانت تحكم الأحساء وزودوه بعدد كبير من الجنود لحماية المنطقة من هذه الجهة ولأجل فض الخصومات والنزاعات التي عادة ما تحدث بين القبائل إن استقرت في هذا المكان، وبين القاصدين الجدد على مصادر المياه حيث يوجد عين ماء كبيرة غرب القصر تعد أحد المصادر الرئيسة لتزويد البدو بالمياه بالإضافة إلى عين علي الواقعة غرب القصر أيضًا.

## البناء
لا يوجد تاريخ محدد يوضح بناء القصر ولكن من المرجح أنه بني في السنوات الأولى من الحكم السعودي للأحساء مابين عامي 1298 هـ - 1331هـ، ولكن كانت بعض المراجع تذكر أنه بني سنة 1220 هـ حيث استخدم كقاعدة لسعود بن عبد العزيز الكبير لإخماد تحركات بني خالد عام 1235 هجرية الذي سمي غار الرقيقة وذلك نسبة إلى عددها الكبير. في رمضان سنة 1291 هـ قدم الإمام عبد الرحمن بن فيصل بن تركي آل سعود من بغداد إلى الأحساء ومعه فهد بن صنيتان وانضم إليه طائفة من العجمان وآل مرة وطلب من أهل الأحساء مناصرته على إخراج جنود الأتراك من الأحساء فأجابوه إلى ذلك وبدأ وجيشه ببسط سيطرته على المنطقة فهاجموا قصر خزام بالهفوف وسيطروا عليه وعلى من في الكوت مقر العساكر الأتراك الذين تحصنوا في حصونهم داخل اسوارها واستمر الحصار إلى ذي القعدة وفي هذه الأثناء كتب والي الأحساء متصرف بغداد يخبره بما حدث طالبا منه النجدة.

## مكونات القصر
القصر عبارة عن حصن مربع الشكل تقريبا يحوي بعض الوحدات المعمارية وهي كالتالي:
- المدخل: يقع في منتصف الجدار الشمالي لسور القصر ويشكل رأس زاوية وبه مكان للحراسة وقد أقيم عليه برج مربع الشكل تعلوه ثلاثة مزاغيل من جهة الشمال واثنان فوق الباب جهة الغرب واثنان من جهة الشرق، وهي ذات شكل مستطيل وجميل يميز القصر عن القصور الأخرى وكان يحيط بالقصر خندق دفن مؤخرا ويدخل للقصر من فوقه بواسطة بوابة خارجية لم يبق منها إلا أطلال وهي بحاجة لإعادة بناء من الخارج.
- أسوار القصر: خضعت الأجزاء السفلى من الجدار الخارجي لعملية ترميم عام 1409ويوجد بها ممرات من الأعلى ومزاغيل للمراقبة وفتحات لإطلاق النار.
- الأبراج: يوجد في القصر 6 أبراج 3 في الجهة الشمالية و 3 في الجهة الجنوبية وجميعها مكونة من دورين وهي دائرية الشكل ما عدا البرج الشمالي الأوسط فوق المدخل فقد بني على شكل مستطيل.
- أجزاء القصر الداخلية: المدخل وعلى يمينه غرف الحراسة البئر وملحقاته من الحوض، بالإضافة لمبنى المسجد والمجلس وغرف الضيافة مبنى الراحة الشرقية.